# Stella supergigante
In astronomia, le stelle supergiganti sono stelle che rientrano nella classe di luminosità I della classificazione spettrale di Yerkes. Le stelle che appartengono a questa classe esibiscono linee spettrali molto più fini rispetto alle stelle appartenenti alla sequenza principale. Le linee assottigliate sono indice del fatto che l'atmosfera di queste stelle è molto rarefatta. La maggior parte delle supergiganti sono stelle massicce che nella fase finale della loro esistenza aumentano considerevolmente il loro raggio. Questo fenomeno da un lato diminuisce la densità della stella assottigliandone le linee spettrali, dall'altro, aumentando enormemente la superficie radiante, innalza la luminosità della stella. 
Questo tipo di stelle occupa quindi la regione superiore del diagramma Hertzsprung-Russell, quella riservata alle stelle più luminose aventi magnitudine assoluta compresa fra −5 e −12. Tuttavia, vi sono altri tipi di supergiganti, in cui l'assottigliamento delle linee spettrali è dovuto ad altri fenomeni, come per esempio le stelle AGB o le stelle Be.

## Generalità

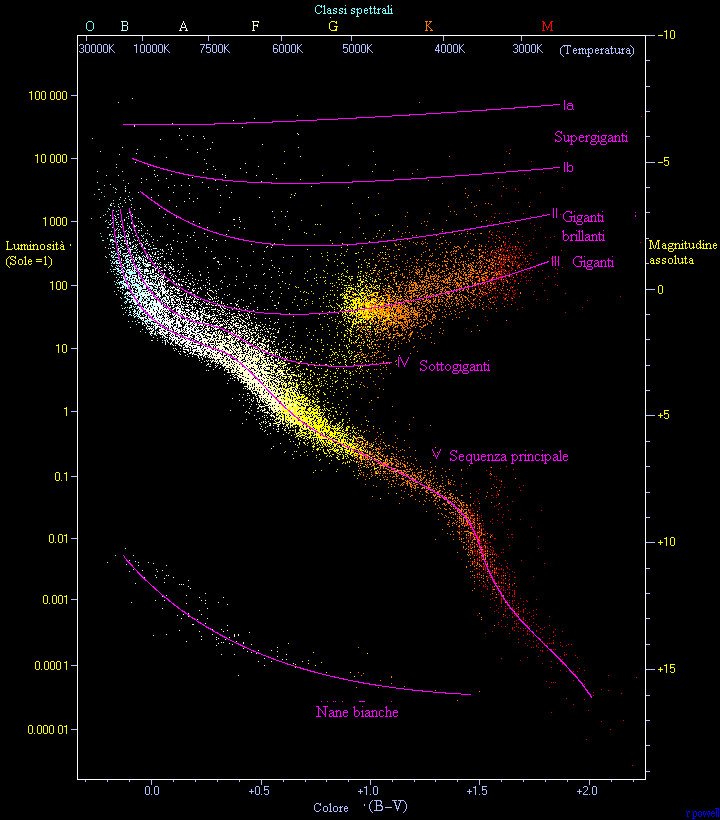
Diagramma Hertzsprung-Russell

Nel diagramma H-R le stelle vengono classificate secondo la loro temperatura effettiva (in ascissa) e la loro luminosità assoluta (in ordinata). La maggior parte delle supergiganti è disposta in una striscia orizzontale che occupa la parte superiore del diagramma, quella riservata alla stelle più luminose. Essendo più luminose delle stelle di sequenza principale e delle giganti aventi corrispondente temperatura effettiva, le supergiganti, per la legge di Stefan-Boltzmann
 devono essere molto più grandi di esse. Infatti, secondo questa legge, la luminosità di una stella è funzione della sua superficie radiante e della quarta potenza della sua temperatura. Pertanto, a parità di temperatura, se una stella è più luminosa di un'altra, possiede una superficie radiante maggiore e, di conseguenza, un raggio più grande. Il raggio di una supergigante è in genere compreso tra 30 e 1000 volte quello del Sole (R☉), anche se sono state scoperte supergiganti eccezionalmente grandi fino a un raggio di 1800 R☉. La pressione di radiazione limita il raggio massimo delle supergiganti a un valore compreso fra 1000 e 2000 R☉ e a una luminosità qualche milione di volte quella del Sole. Le stelle che vengono a trovarsi oltre questi limiti diventano instabili, pulsano e perdono velocemente massa.
Una stella viene classificata come supergigante sulla sola base del suo spettro. Essendo molto grandi, le supergiganti, infatti, presentano una bassa gravità superficiale e una bassa densità che si traduce in un cambiamento delle linee spettrali che sono più sottili rispetto a quelle delle stelle di sequenza principale. Inoltre, le supergiganti sono stelle molto evolute e per questa ragione nei loro spettri abbondano le linee degli elementi pesanti, prodotti dalla fusione nucleare. Infine alcune supergiganti perdono massa a ritmi elevati, producendo nubi di gas intorno alla stella che inducono nello spettro il cosiddetto profilo P Cygni caratterizzato sia da linee di assorbimento che di emissione.

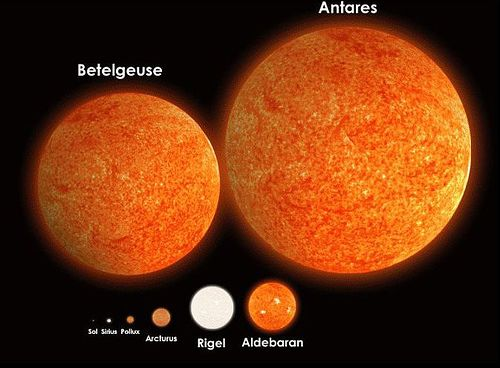
Antares, una delle più note supergiganti.

Le supergiganti sono suddivise sulla base dei loro spettri. Se ne trovano in ogni classe spettrale a partire dalla classe O fino alla classe M. Il sistema MK assegna la classe di luminosità Ib alle supergiganti meno luminose e quella Ia a quelle più luminose
. Per le supergiganti eccezionalmente luminose, o ipergiganti, viene a volte utilizzata la sigla 0 o quella Ia+. In realtà c'è un continuum fra i diversi sottogruppi di supergiganti e non una divisione netta in bande, tanto che si usa la sigla Iab per indicare le supergiganti di luminosità intermedia. La classificazione spettrale delle supergiganti viene spesso annotata per indicare le peculiarità spettrali, per esempio B2Iae o F8Iabpec.
Poiché le supergiganti blu di classe O o B sono luminose quanto lo sono le supergiganti rosse di classe M, come è dimostrato dall'orizzantalità della striscia delle supergiganti nel diagramma H-R, queste ultime devono essere molto più grandi delle prime. Le supergiganti rosse, infatti, emettono molta meno radiazione per unità di superficie radiante rispetto a quelle blu, a causa della temperatura superficiale più bassa. Esse compensano questa minore emissione per unità di superficie con un raggio molto maggiore. Ne consegue inoltre che mentre la differenza di dimensioni fra una stella di sequenza principale di classe O e una supergigante della stessa classe è molto contenuta, quella fra le dimensioni di una stella di sequenza principale di classe M e una corrispondente supergigante è enorme.

## Evoluzione
Le progenitrici delle supergiganti sono stelle massicce appartenenti alla classe spettrale O oppure alla classe spettrale B. Si tratta di stelle aventi una massa iniziale almeno una decina di volte quella del Sole. A causa della loro grande massa, queste stelle fondono molto velocemente l'idrogeno in elio, sicché la loro permanenza nella sequenza principale è relativamente breve, con periodi compresi fra 30 milioni di anni per le meno massicce a poche centinaia di migliaia di anni per le più massicce. Stelle di questo tipo sono osservabili nelle strutture galattiche più giovani come gli ammassi aperti e i bracci delle galassie a spirale e nelle galassie irregolari. Sono invece meno abbondanti nei nuclei galattici e sono raramente osservabili nelle galassie ellittiche e negli ammassi globulari, che sono composti principalmente da stelle vecchie.
Stelle di questo tipo diventano supergiganti quando esse fuoriescono dalla sequenza principale nel momento in cui l'idrogeno dei loro nuclei comincia a scarseggiare. Ciò produce una espansione del raggio della stella, così come accade alle stelle meno massicce, ma a differenza di queste, esse hanno sviluppato temperature sufficientemente alte nei loro nuclei da cominciare la fusione dell'elio quasi immediatamente e prima che si formi un nucleo degenere. Di conseguenza, non si verifica il flash dell'elio, ma la fusione dell'elio inizia in modo molto più graduale. Questa gradualità ha come conseguenza che le supergiganti non incrementano in modo drammatico la loro luminosità, come accade invece nelle stelle di massa più piccola quando diventano giganti, ma si spostano quasi orizzontalmente lungo il diagramma H-R diventando sempre più rosse.

Rigel, la supergigante blu più luminosa della volta celeste.

Le stelle con una massa maggiore di 40 M☉ non si espandono in supergiganti rosse. Esse bruciano il loro combustibile nucleare troppo velocemente e perdono gli strati superiori troppo rapidamente per diventare supergiganti rosse e restano supergiganti blu oppure raggiungono lo stadio di supergigante gialla per poi ritornare a quello blu. A causa del loro intenso vento stellare perdono il loro strato di idrogeno superficiale e dalla fase di supergigante blu passano direttamente a quella di stella di Wolf-Rayet per poi esplodere in supernovae di tipo Ib. Le stelle più massicce, con massa superiore a 60 M☉, non si allontano dalla classe O con cui hanno iniziato la loro esistenza e incrementano di poco la loro luminosità. Di conseguenza la loro fase supergigante non è facilmente distinguibile da quella nella sequenza principale. La causa di questa differenza non marcata fra le due fasi va ricercata nel fatto che queste stelle hanno un nucleo convettivo molto grande che mischia l'idrogeno presente in superficie con l'elio e il carbonio presente nel nucleo. Di conseguenza esse continuano a fondere idrogeno fino quasi al suo completo esaurimento, poi perdono rapidamente il fine guscio di idrogeno rimasto, diventando delle stelle di Wolf-Rayet per concludere la loro esistenza come supernovae di tipo Ic.
È stato teorizzato che le prime stelle dell'universo, le cosiddette stelle di Popolazione III, fossero molto più massicce delle stelle attualmente esistenti (fino a 1000 M☉). Si è postulata l'esistenza di questa prima generazione di stelle per spiegare l'esistenza di elementi chimici diversi dall'idrogeno e dall'elio nelle stelle più vecchie conosciute. Sebbene fossero più grandi e luminose di tutte le supergiganti note oggi, la loro struttura doveva essere molto differente, con perdite di massa molto più contenute. Esse ebbero vite molto brevi e conclusero la loro esistenze in supernovae a instabilità di coppia o a fotodisintegrazione.

### Progenitrici di supernovae
La maggior parte delle supergiganti è destinata a terminare la sua esistenza esplodendo in una supernova. A causa delle loro grandi masse, le supernovae sono in grado di sviluppare nei loro nuclei temperature sufficienti a fondere elementi via via più pesanti fino ad arrivare al ferro. La supergigante sviluppa una struttura "a cipolla", in cui gli elementi chimici prodotti si dispongono in strati concentrici, i più pesanti al centro, i meno pesanti negli strati via via superiori. Poiché la fusione del ferro richiede più energia di quanto ne produca, la supergigante che ha sviluppato un nucleo di ferro collassa, producendo l'esplosione.
Le supergiganti rosse sono le progenitrici delle supernovae di tipo II, in quanto conservano un guscio di idrogeno intorno al loro nucleo. Le supergiganti blu, invece, evolvono in stelle di Wolf-Rayet, in cui l'idrogeno è assente o quasi assente, che esplodono in supernovae di tipo Ib e Ic.

Schema degli "strati a cipolla" di una supergigante nelle ultime fasi di vita. (Non in scala)

Tuttavia, il modello a cipolla, per il quale la supergigante sviluppa un nucleo di ferro che collassa provocando l'esplosione, si è rivelato troppo semplicistico: la progenitrice della supernova di tipo II SN 1987a era una supergigante blu, sebbene non sia escluso che fosse passata precedentemente dalla fase di supergigante rossa. Il caso di questa supernova non è probabilmente eccezionale e di conseguenza la ricerca attuale sta cercando di comprendere come le supergiganti blu possano esplodere e come le supergiganti rosse possano ridiventare supergiganti blu.

## Variabilità
Molte supergiganti mostrano fenomeni di variabilità. Nella maggior parte dei casi la variabilità è dovuta a pulsazioni della superficie stellare. Fra le variabili pulsanti vi sono quelle appartenenti alla cosiddetta striscia di instabilità, che incrocia la fascia delle supergiganti in corrispondenza delle classi spettrali F6-K2, estendendosi fino alle ipergiganti. Quindi, alcune supergiganti gialle sono delle variabili cefeidi classiche, che presentano periodi di variabilità molto regolari. Esse possono essere utilizzate come candele standard, dato che il loro periodo di variazione è funzione della luminosità assoluta della stella. I periodi di variazione delle cefeidi sono relativamente brevi, con un massimo di 100 giorni. Altre supergiganti pulsanti invece hanno periodi più lunghi ma esibiscono variazioni meno regolari e vengono classificate fra le variabili semiregolari o fra quelle irregolari lente. Queste ultime appartengono per lo più alle ultime classi spettrali: K, M, C o S. Fra di esse si annovera una delle stelle più luminose del cielo, Betelgeuse. Alcune supergiganti bianche presentano invece più periodi di variabilità sovrapposti e sono raccolte nella classe delle variabili Alfa Cygni, il cui prototipo è Deneb (α Cygni).

Deneb, la supergigante prototipo delle variabili Alfa Cygni.

Alcune supergiganti e ipergiganti sono invece delle variabili eruttive, che manifestano periodicamente brillamenti ed esplosioni accompagnate da perdite di massa a volte ingenti. Esse sono raccolte nella classe delle variabili S Doradus o LBV (dall'acronimo inglese Luminous Blue Variable, variabile blu luminosa). Quando sono in quiescenza vanno incontro a piccole variazioni di luminosità con periodi misurabili in decine di giorni. Nei periodi fra una esplosione e l'altra, che possono durare fino a centinaia di anni, le LBV sembrano essere normali supergiganti o ipergiganti. Molte delle stelle intrinsecamente più luminose conosciute sono variabili LBV.

## Altri tipi di supergiganti
La maggior parte delle supergiganti sono stelle massicce arrivate nella fase finale della loro evoluzione. Tuttavia ci sono altri tipi di stelle che vengono classificate come supergiganti sulla base della finezza delle linee del loro spettro e della loro luminosità, ma che non sono stelle massicce evolute. Verranno elencati alcuni di questi tipi.
- Le stelle del ramo asintotico delle giganti (AGB) sono stelle di massa inferiore a 8-10 M⊙ giunte a una fase molto avanzata della loro evoluzione nella quale fondono l'elio in carbonio nei loro nuclei. Esse aumentano notevolmente il loro raggio (fino a 1 au) e la loro luminosità, diventano di colore rosso e perdono massa a ritmi molto elevati, anche a causa della loro instabilità che produce radicali cambiamenti nella struttura interna della stella e rilevanti pulsazioni termiche. Vista la loro luminosità, la rarefazione della loro atmosfere e il loro colore, esse presentano spettri simili a quelli delle supergiganti rosse. Non sono tuttavia destinate a diventare delle supernovae, ma a formare delle nebulose planetarie e a terminare la loro esistenza come nane bianche. Nonostante le caratteristiche del loro spettro, gli studiosi preferiscono tenerle separate dalle altre supergiganti a causa della loro piccola massa e del loro diverso destino finale[34].
- Alcune stelle variabili come le variabili RV Tauri e le variabili PV Telescopii sono spesso descritte come supergiganti a causa del loro spettro e della loro luminosità[35][36]. Le prime in realtà sono stelle di piccola massa nello stadio AGB o addirittura post-AGB, e hanno atmosfere estremamente rarefatte che formano nubi di gas che circondano la stella[37]. Le seconde sono probabilmente stelle Be di tipo peculiare, molto povere di idrogeno. Forse sono anch'esse oggetti post-AGB[36].
- Le stelle di Wolf-Rayet sono stelle di grande massa molto evolute, generalmente più calde delle supergiganti blu, più piccole di esse, ma aventi luminosità comparabili, se non maggiori, a causa delle loro altissime temperature superficiali (25.000 - 150.000 K). I loro spettri sono dominati dall'elio e dai metalli. Si tratta di stelle in uno stadio evolutivo più avanzato di quello delle supergiganti, nel quale è stato perso il guscio superficiale di idrogeno che avvolgeva la stella scoprendo in tal modo il nucleo di elio. Esattamente come le stelle AGB si pongono in una regione del diagramma H-R vicina a quella delle supergiganti rosse, le stelle di Wolf-Rayet si pongono in una regione vicina a quella delle supergiganti blu più calde e delle stelle di sequenza principale di tipo O più calde e luminose[38]. Vi è inoltre una classe di stelle chiamate "stelle barra" e designate mediante il simbolo Of/WNL che presenta spettri aventi caratteristiche di tipo O, ma con sequenze simili a quelle delle Wolf-Rayet di tipo WNL. Si tratta di supergiganti di tipo O che stanno perdendo il loro guscio esterno di idrogeno a causa di venti stellari molto intensi[39]. Esse quindi si trovano in uno stadio evolutivo intermedio fra quello di supergigante blu e di stella di Wolf Rayet[38]. D'altra parte le stelle di tipo O di sequenza principale sono quasi indistinguibili dalle supergiganti blu in cui evolvono avendo temperature e luminosità simili e solo accurate analisi delle caratteristiche del loro spettro permette di distinguere le due classi di stelle.

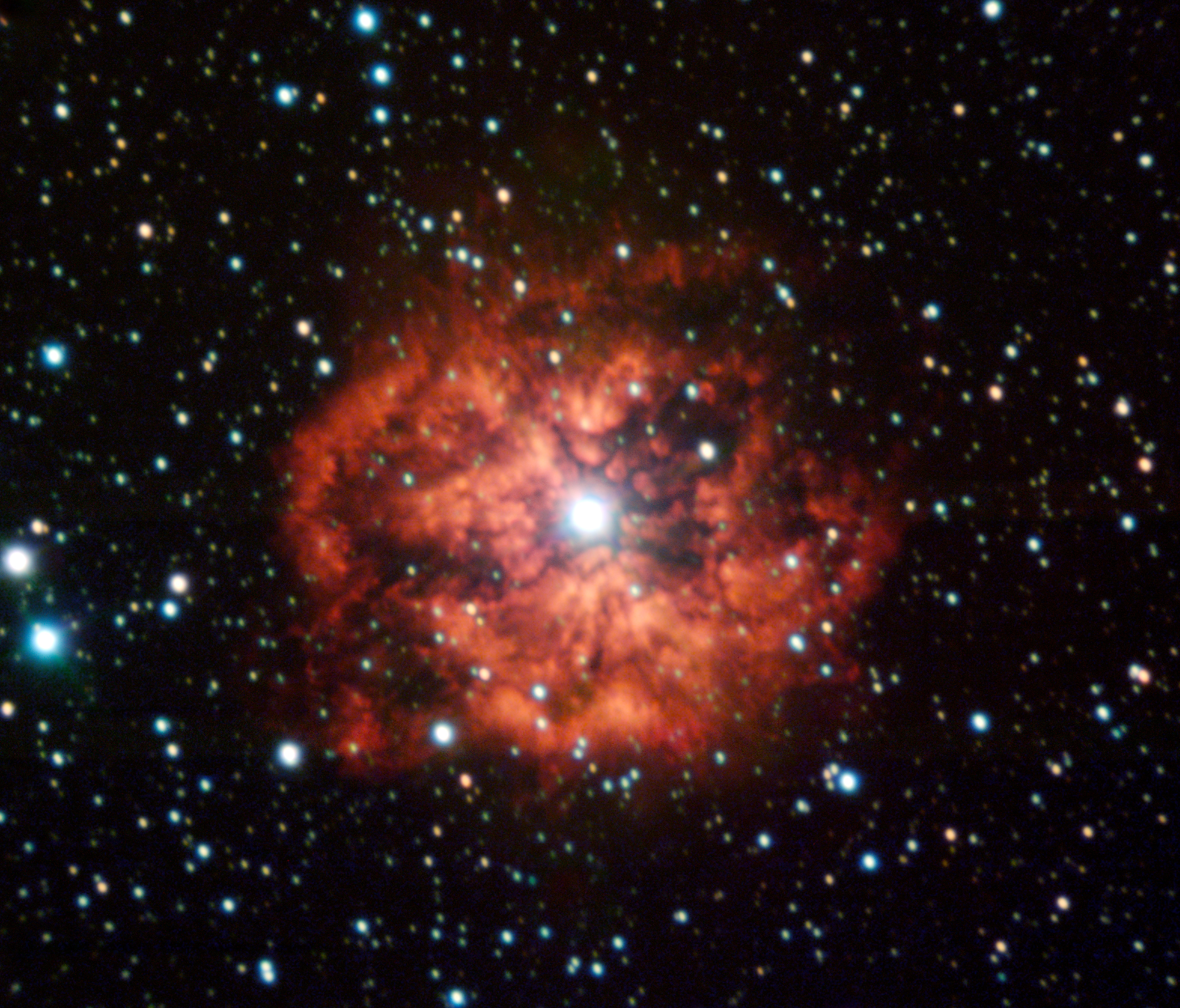
La stella di Wolf-Rayet WR 124.

- Le stelle Be sono stelle di classe spettrale B circondate da dischi circumstellari costituiti da materia gassosa che si ritiene sia costituita da materiale espulso dalla stella. La lettera e sta per "emissione" e deriva dalle linee di emissione dell'idrogeno presenti nello spettro della stessa dovute alla presenza del disco stesso[40]. Alcune stelle Be hanno temperature e luminosità equivalenti a quelle delle supergiganti; altre stelle Be sono invece chiaramente differenti. Alcuni studiosi preferiscono tenere separate le stelle Be dalle supergiganti, viste le loro caratteristiche peculiari[41], mentre altri classificano le stelle Be più luminose e massicce fra le supergiganti. La seconda opzione è divenuta maggiormente comune da quando si è compreso che il fenomeno Be si origina in stelle molto diverse fra loro grazie a meccanismi differenti; in certi casi queste stelle sono chiaramente nella fase di supergiganti[42].
- Le variabili R Coronae Borealis sono solitamente classificate come supergiganti gialle. Esse manifestano a intervalli imprevedibili delle marcatissime diminuzioni di luminosità (fino a 9 magnitudini) dovute alla formazione di nubi circumstellari di carbonio che oscurano la stella[43]. Sono in realtà stelle di massa media (0,8-0,9 M⊙), risultato della fusione di due nane bianche, costituite soprattutto da elio e carbonio[44]. Si tratta quindi di oggetti esotici molto differenti dalle altre supergiganti.

## Esempi noti
Le stelle di classe spettrale O sono molto rare e hanno inoltre una vita relativamente breve. Di conseguenza, le supergiganti che discendono da questo tipo di stelle sono una piccolissima frazione delle stelle esistenti. Ciononostante, essendo le supergiganti stelle estremamente luminose, sono visibili dalla Terra a occhio nudo anche a centinaia o migliaia di anni luce. Esistono molti esempi di supergiganti visibili a occhio nudo, fra cui alcune delle stelle più luminose della volta celeste.

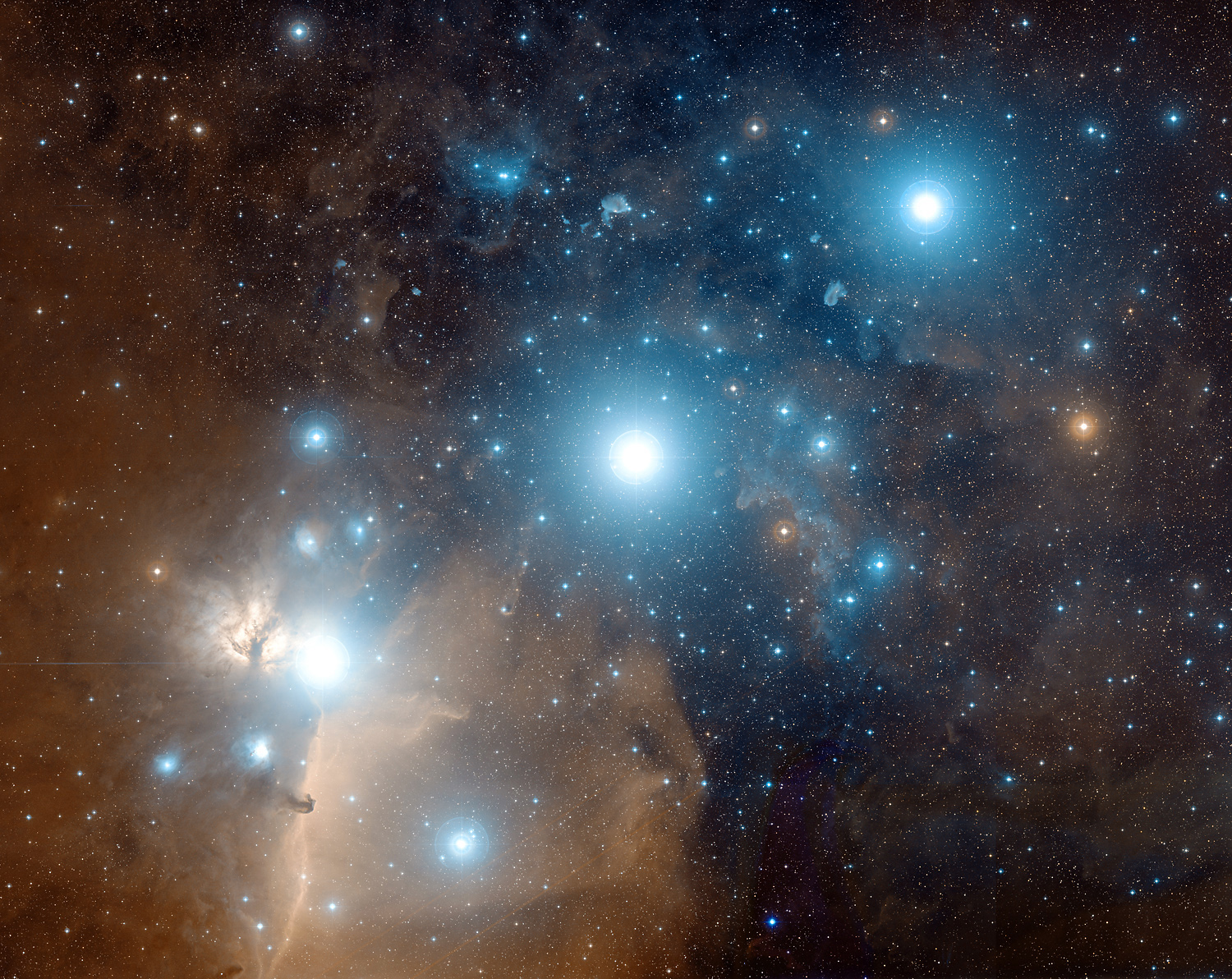
La Cintura di Orione. Da sinistra, le supergiganti Alnitak e Alnilam, a destra la gigante brillante Mintaka.

Canopo, la seconda stella più brillante del cielo notturno dopo Sirio, è una supergigante gialla di classe spettrale F0Ib, distante circa 300 al dal sistema solare. Rigel, la stella più luminosa della costellazione di Orione nonché la settima stella più brillante del cielo notturno, è una supergigante blu di classe spettrale B8Iab, distante circa 850 al, mentre Betelgeuse e Antares, rispettivamente la decima e la sedicesima stella più luminosa del cielo, sono due tipiche supergiganti rosse di classe spettrale M che presentano fenomeni di variabilità irregolare o semiregolare. Esse hanno un raggio di dimensioni enormi (850-1000 R☉), che le fa annoverare fra le stelle più grandi conosciute. Deneb, la diciannovesima stella più luminosa del cielo, è la stella di prima magnitudine più lontana dal Sole (1400-3200 al). Si tratta di una supergigante bianca di classe spettrale A2Iae, prototipo delle variabili Alfa Cygni.
Altre supergiganti visibili a occhio nudo degne di nota sono Alnilam e Alnitak, due supergiganti blu, che assieme a Mintaka formano il celeberrimo asterismo della Cintura di Orione; μ Cephei, una delle stelle più grandi conosciute (1400 R☉), vicina al limite massimo di grandezza che una stella può raggiungere; ρ Cassiopeiae, forse la stella più distante visibile ad occhio nudo (8000-10000 al) e δ Cephei, il famoso prototipo delle variabili cefeidi.